# 佐藤秀光
佐藤 秀光（さとう ひでみつ、1951年〈昭和26年〉4月1日 - 2025年〈令和7年〉3月17日）は、日本のミュージシャン。ロックンロールバンド「クールス」(COOLS)のリーダー兼ドラマー。

## 人物
1974年（昭和49年）12月、たちひろし（舘ひろし）・岩城滉一らとともに、東京都渋谷区の原宿において、モーターサイクルチーム「クールス（COOLS）」を結成。その後、現在も一貫して「クールス」のドラマーとして活動している。また、舘ひろし脱退後は一貫してリーダーを務めている。
デビュー前から一貫してハーレーに跨り、トライク、カスタムハーレーのビルダーとしても名高く、カスタムショップ「CHOPPER」のオーナーでもある。また、ハーレーバイカーをメインとした日本最大規模ハーレー＆ツーリングイベント“WANTED BIKER TOURING”の主催者である。
千葉県匝瑳市に、クールス専用のライブハウス「★ HUNGRY★」を建設した。
2010年自身初のソロプロジェクト“COOLS Hidemitsu with The HUNGRY”で1stアルバム"ガソリンがある限り”を発表。
2018年2月11日、テレビ東京「モヤモヤさまぁ～ず2」『亀戸周辺』回にて、「有限会社チョッパー」に“さまぁ〜ず”らが立ち寄り、本人も出演しカスタムバイクや本人によるドラムソロを披露した。
2019年6月から、親交のあるタレント・田代まさしが開設したYouTubeチャンネルに出演し、半生を語る田代の相手役を務めた。
2019年11月初旬、覚せい剤取締法違反の容疑で田代が再び逮捕されると、保釈金を用意し、12月25日の保釈後彼の後見人となっている。 この保釈時に「本当にサンタクロースっているんだ」と田代は泣いたという。
2024年2月、自身のInstagramで「肺病のため入院した」と報告。2025年1月には間質性肺炎が悪化し緊急入院、一時危篤状態に陥いる。家族によると2年前に肺癌と判明しており、闘病を続けていた。
2025年3月7日に退院が報告されたが、同月17日に死去。73歳没。
実現が叶わなかった佐藤の74歳の誕生日である4月1日に行われた告別式では、生前の佐藤に最後まで支援して貰った田代が登壇した。

## ソロ作品
- ガソリンがある限り（CHOPPER★RECORD）
- ガソリンが残りわずか 4曲入りミニアルバム（CHOPPER★RECORD）
- ガソリンがギリギリ ベスト盤（CHOPPER★RECORD）
- HEY BROTHER（CHOPPER★RECORD）田代マサシとコラボ

詳しくは「クールス」の項目参照。